# Михеевское сельское поселение (Рязанская область)
Михеевское се́льское поселе́ние — сельское поселение в Сапожковском районе Рязанской области России.
Административный центр — село Михеи.

## История
Образовано в результате муниципальной реформы 2006 г. в результате объединения существовавших ранее на данной территории трёх сельских округов — Дмитриевского (центр Михеи), Коровкинского (центр Коровка) и Лукмосского (центр Лукмос) — с возложением административного управления на село Михеи.

## Население
| 2010 | 2012 | 2013 | 2014 | 2015 | 2016 | 2017 |
| ---- | ---- | ---- | ---- | ---- | ---- | ---- |
| 958  | ↗990 | ↘980 | ↗995 | ↘973 | ↘960 | ↘923 |
| 2018 | 2019 | 2020 | 2021 |      |      |      |
| ↘910 | ↘881 | ↘869 | ↘833 |      |      |      |

## Административное устройство
Образование и административное устройство сельского поселения определяются законом Рязанской области от 07.10.2004 № 93-ОЗ.
Границы сельского поселения определяются законом Рязанской области от 11.11.2008 № 162-ОЗ.

## Состав сельского поселения
| №  | Населённый пункт | Тип населённого пункта       | Население |
| -- | ---------------- | ---------------------------- | --------- |
| 1  | Берёзовка        | деревня                      | 16        |
| 2  | Берёзовка        | село                         | ↘2        |
| 3  | Васильевка       | деревня                      | ↘170      |
| 4  | Дмитриевка       | деревня                      | ↘27       |
| 5  | Екатериновка     | деревня                      | ↘36       |
| 6  | Коровка          | село                         | ↘343      |
| 7  | Кривель          | село                         | ↘97       |
| 8  | Лукмос           | село                         | ↘113      |
| 9  | Михеи            | село, административный центр | ↘162      |
| 10 | Соща             | посёлок                      | 9         |
| 11 | Фабричный        | посёлок                      | 0         |